# برف انبار (رابر)
برف انبار روستایی در دهستان هنزا بخش هنزا شهرستان رابر استان کرمان ایران است.

## جمعیت
بر پایه سرشماری عمومی نفوس و مسکن در سال ۱۳۹۵ جمعیت این مکان ۱۴۹ نفر (۵۵خانوار) بوده‌است.